# Джеймс Нівен
Джеймс Нівен (англ. James Niven; 12 серпня 1851, Пітергед, Шотландія — 30 вересня 1925, Дуглас, острів Мен) — шотландський лікар. Відомий своєю роботою під час пандемії грипу «іспанка» в 1918 році як Manchester Medical офіцер з охорони здоров'я. Обіймав посаду впродовж 28 років (1894—1922), поки не пішов на пенсію. Йому присуджено ступені М.А., M.B. і доктора юриспруденції. Був лікарем в Олдхемі  з 1886 до 1894 року. Читав лекції з гігієни в Оуенс-коледжі в Манчестері. 1925 року він покінчив життя самогубством.

## Життєпис
Джеймс Нівен народився в Пітергеді 12 серпня 1851 року. Закінчив Абердинський університет (магістр) 1870 року та продовжив навчання в Квінс-коледжі у Кембриджі, здобувши ступінь бакалавра 1874 року. Навчався в лікарні Сент-Томасу, став підтвердженим лікарем 1899 року.

## Санітарний лікар в Олдемі
Під час перебування в Олдем він агітував, щоб класифікувати туберкульоз, як хворобу — хоча знадобилося понад 20 років, перш ніж це сталося. Лікарі й лікарні в Олдем зібрали достатньо грошей, щоб відправити доктора Нівена до Берліну, щоб вчитися у Д-ра Роберта Коха, який відкрив палички туберкульозу 1882 року, довівши, що хвороба не була викликана «поганим повітрям», як заведено вважати. Повернувшись з Берліна, він використовував лікування доктора Коха в Олдхемській генеральній лікарні, а також у лікуванні віспи, тифу, кору, скарлатини і кашлюка. У некролозі Oldham Chronicle 1925 року йдеться: «Доктор Нівен також показав зацікавленість у благополуччі дитини, випереджаючи свій час.»

## Медичний працівник охорони здоров'я у Манчестері
Доктор Нівен переїхав на свою нову роботу 1894 року й залишався працівником аж до своєї відставки 1922 року. З його ініціативи туберкульоз став хворобою, що підлягає добровільній реєстрації в місті 1899 року.

### Під час іспанського грипу 1918 року
"Іспанка" була пандемією, яка поширювалася у Великій Британії під кінець Першої світової війни. Нівен, як лікар, зробив себе відповідальним за координацію дій у місті Манчестер. Джеймс Нівен сказав: «Підприємства та навчальні заклади Манчестера закрити, щоб зупинити людей, хворих на грип, який призводить до пневмонії за кілька годин та швидко вбиває». Його порада була нечувана на той час, оскільки промислове виробництво зростало під кінець війни, люди святкували й намагалися повернутися до нормального життя. Білл Патерсон назвав його «величезним героєм» за свою роботу. Але обсяги пандемії були значною мірою забуті, попри те, що приблизно 70 мільйонів людей померли від цієї хвороби у світі. Нівену приписують спробу обмежити вплив захворювання на Манчестер. Він був, мабуть, першим лікарем, який запропонував забезпечення профілактичних заходів, щоб зупинити поширення хвороби. 

## Телевізійні програми
Драматизацію періоду іспанського грипу в Манчестері було передано по телебаченню BBC 5 серпня 2009: "Іспанка": жертви пандемії грипу. Роль доктора Джеймса Нівена зіграв Білл Патерсон.

## Життя і спадщина
Нівен опублікував Observations on the History of Public Health Effort in Manchester (Спостереження за історією суспільних зусиль з охорони здоров'я в Манчестері) (Манчестерської міської ради, 1923). Після виходу на пенсію доктор Нівен 1922 року страждав від депресії й покінчив життя самогубством 1925 року на острові Мен. Залишилося три доньки.
Протягом свого життя він здобув помітне визнання за свою новаторську роботу в галузі суспільної охорони здоров'я. Це включало почесний ступінь (LL.D) з Університету Абердіна, президентство в Секції епідеміології в Королівському медичному товаристві та Секції суспільної охорони здоров'я при щорічному засіданні Британської Медичної Асоціації в Манчестері 1902 року.